# Office central de répartition des produits industriels
L'office central de répartition des produits industriels, abrégé en OCRPI, est un organisme créé par le Régime de Vichy en 1940, dont le rôle est d'organiser la distribution des matières premières nécessaires à l'activité industrielle du pays en Zone libre puis dans tout le pays sous l'occupation allemande. Son activité a été continuée après la Libération de la France et pendant les périodes de restrictions suivant immédiatement la fin de la Seconde Guerre mondiale pour être définitivement arrêtée en 1946 .

## Création
La loi du 16 août 1940 crée les comités d'organisation, chargés d'organiser la production industrielle du pays après l'armistice. Des voix s'élèvent très tôt pour dénoncer le fait qu'aucune structure ne chapeaute ces comités, qui luttent bien souvent l'un contre l'autre pour accaparer les matériaux nécessaires à leur activité. Aussi, par la loi du 10 août 1940, le gouvernement crée l'Office central de répartition des produits industriels, ou OCRPI. Rattaché au Secrétariat d'État à la répartition, il a à sa tête Jean Bichelonne, directeur de l'OCRPI et Répartiteur général, également secrétaire général du commerce et de l'industrie,.
L'organisation économique de l'État français est complétée le 27 octobre 1940 par la création du ministère de la production industrielle, regroupant les activités antérieures des ministères du commerce et de l'industrie, du travail, et quelques services de l'ancien Ministère de l'Armement, soit seize directions industrielles en tout. L'OCRPI, comme tout le reste du ministère du commerce et de l'industrie, y est rattaché.

## Rôle et organisation
L'OCRPI gère la répartition des matières entre les différents comités d'organisation. Cette action se passe sous le contrôle de l'occupant allemand, qui compte mettre l'outil industriel français au service exclusif de son économie de guerre. L'office règle l'achat, le stockage, la vente, l'utilisation, la distribution des ressources rationnées. Il s'agit d'une « répartition primaire » de ces ressources entre les différents comités d'organisation, qui sont eux investis de la « répartition secondaire » entre les différentes entreprises relevant de leur responsabilité.
L'organisation de l'OCRPI a varié, comptant dix puis douze sections de répartition. Chaque section est dirigée par un « répartiteur », Les dix premières sont créées entre septembre et décembre 1940 ; deux supplémentaires sont mises en place en juin et juillet 1941. Ces douze sections correspondent à l'organisation sectorielle de l'économie allemande. Les suivantes attestées au 1er janvier 1941 :
- section caoutchouc
- section métaux non ferreux
- section fers, fontes et aciers
- section charbon
- section pétrole
- section textiles
- etc.

À partir du printemps 1943, les Allemands exigent de Vichy une plus grande coopération de l'industrie française. L'OCRPI est réorganisé, avec la création par arrêté du 23 avril 1943 d'une nouvelle section, dite « section des produits finis et des matières diverses », ayant pour objectif d'allouer les ressources pour la réalisation des « programmes de fabrication » imposés par l'occupant, issus des accords Speer-Bichelonne et de la mise en place de la « Division allemande du Travail » au cours de l'été 1943. Sa direction est confiée à Jean-Marie Richard le 4 octobre 1943.
Le 1er août 1944, Bichelonne réorganise l'office, afin de confirmer la mainmise de la section des produits finis sur la répartition des ressources, et ainsi d'asservir davantage encore l'industrie française à l'effort de guerre allemand. Les sections sont recodifiées de la manière suivante :
- A. Métaux ferreux et produits finis
- B. Métaux non ferreux
- C. Charbon
- D. Pétrole et carburants
- E. Corps gras industriels
- F. Chimie
- G. Textiles
- H. Papier carton
- I. Cuir
- K. Caoutchouc
- L. Matériaux de construction
- M. Bois
- P. Produits divers
- T. Électricité
- Z. Récupération

## Chronologie
- 16 août 1940 : création des comités d'organisation
- 10 septembre 1940 : création, au sein du Ministère du commerce et de l'industrie, de l'OCPRI
- 27 septembre 1940 : création du secrétariat à la répartition, au sein du Ministère du commerce et de l'industrie
- 27 octobre 1940 : rattachement au Ministère de la production industrielle

- 22 juin 1944 : maintien par ordonnance de l'OCRPI par le Gouvernement provisoire de la République française[8]

## Actions
Après 1945, l'OCRPI poursuit son action. C'est l'époque à laquelle l'office émet par exemple des « billets matière » qui organisent le rationnement des matières premières.
Les archives de l'OCRPI permettent de documenter sa création et son fonctionnement. Elles sont conservées aux Archives nationales sous la cote 68AJ/475-520.